# 동그락섬
동그락섬은 경기도 안성시 고삼면 월향리 고삼저수지에 떠 있는 경기도의 섬이다. 김기덕 감독의 영화《섬》의 배경이 되기도 하였으며 근처에는 고삼저수지의 섬들인 팔자섬, 비석섬이 있다. 동그락섬의 유래는 섬이 둥글게 생겼다는 데에서 유래가 되었다.